# Mikoyan-Gurevich MiG-29
Il Mikoyan-Gurevich MiG-29 (in russo Микояна и Гуревича МиГ-29?, Mikojan i Gurevič MiG-29, nome in codice NATO: Fulcrum) è un caccia da superiorità aerea di 4ª generazione di fabbricazione sovietica e successivamente russa, sviluppato e prodotto dalla MiG a partire dagli anni '70 ed entrato in servizio nelle forze armate sovietiche nell'agosto del 1983.
Progettato per completare missioni di intercettazione, scorta, bombardamento e combattimento manovrato, ha riscosso un notevole successo commerciale in particolare nelle regioni asiatica ed africana. Bimotore dalle grandi prestazioni ma dalla scarsa autonomia, deve il suo soprannome - rondone - all'equilibrio e stabilità di volo conferitagli dalla particolare forma della fusoliera.
Aggiornato costantemente nell'arco della sua vita operativa, ne sono state realizzate numerose versioni tra cui la più recente oggi in servizio, il MiG-29SMT, dotata di serbatoi esterni conformi alla fusoliera. È stata creata anche una versione imbarcata denominata MiG-29K.
Al 2021, è in servizio in numerose forze aeree attorno al mondo, tra cui le Forze aerospaziali russe. Una recente, profonda riprogettazione del MiG-29 ha dato origine ad un nuovo caccia multiruolo, il MiG-35.

## Storia

### Sviluppo
Il MiG-29 venne commissionato nel 1969, probabilmente in risposta al programma della United States Air Force denominato "FX". Da questo programma nacque il McDonnell Douglas F-15 Eagle, che mirava a raggiungere un notevole avanzamento tecnologico rispetto agli aerei da guerra del tempo; i MiG-21 e i MiG-23 sarebbero diventati obsoleti di fronte alla nuova generazione di caccia statunitensi (F-14 ed F-15).
Furono istituiti i requisiti per un caccia tattico avanzato (Perspektivnyj Frontovoj Istrebitel' - PFI, in russo ПФИ). Il progetto era ambizioso: elevata autonomia, brevi lunghezze di decollo e di atterraggio anche su piste semipreparate, eccellente manovrabilità, velocità oltre Mach 2, armamento consistente. Il profilo aerodinamico fu ampiamente sviluppato dall'Istituto Statale Centrale di Aeroidrodinamica (ЦАГИ) in collaborazione con il bureau Sukhoi (ОКБ Сухого).
Nel 1971 si ritenne che i caccia con requisiti PFI fossero troppo costosi per produrne una quantità sufficiente ai bisogni della difesa ed il programma fu diviso in caccia avanzato tattico pesante (Tjažolyj PFI - ТПФИ) e caccia avanzato tattico leggero (Lëgkij PFI - ЛПФИ). Il progetto pesante venne sviluppato dall'OKB di Sukhoi che realizzò poi il Su-27, mentre quello leggero dalla MiG.
Il Prodotto 9, battezzato MiG-29A dal Ministero dell'Industria aeronautica sovietico, iniziò il perfezionamento nel 1974 e volò il 6 ottobre 1977. Il prototipo fu avvistato da un satellite-spia a novembre e provvisoriamente denominato dagli statunitensi Ram-L.
Nonostante i ritardi per la perdita di due prototipi dovuta ad avarie ai motori, il MiG-29B iniziò ad entrare in servizio nella Frontovaja Aviacija (Фронтовая Авиация) nel giugno 1983, venendo battezzato Fulcrum A dalla NATO.
Le versioni da esportazione MiG-29 9-12A per il Patto di Varsavia e MiG-29B 9-12B per paesi fuori dal Patto hanno un'avionica meno avanzata e mancano di capacità di attacco nucleare. Erano stati prodotti all'incirca 840 esemplari oltre a 200 biposto alla fine del decennio.
Il MiG-29 fu pubblicamente presentato agli occidentali, a sorpresa, il 1º luglio 1986 a Rissala, in Finlandia. Gli osservatori furono impressionati dalle capacità e dall'eccezionale manovrabilità dimostrate.
Nelle repubbliche ex-sovietiche Bielorussia, Kazakistan, Moldavia, Turkmenistan, Ucraina, e Uzbekistan, rimase un grande numero di aerei dopo la dissoluzione dell'URSS; diversi sono rimasti in servizio, altri dismessi o, come nel caso dei 34 MiG in Moldavia, venduti all'estero. Tra i paesi possessori di MiG-29 si possono citare: Algeria, Bangladesh, Birmania, Bulgaria, Cecoslovacchia poi Repubblica Ceca e Slovacchia, Corea del Nord, Cuba, Egitto, Eritrea, Etiopia, Germania Est seguiti più tardi da Germania, India, Iran, Iraq, Malaysia, Perù, Polonia, Romania, Serbia, Siria, Ungheria, Stati Uniti e Yemen.
Dopo la riunificazione tedesca nel 1990, i MiG-29 della DDR vennero integrati nella Luftwaffe, modificati dalla tedesca DaimlerChrysler Aerospace (oggi EADS) e mantenuti in attività fino alla disponibilità in servizio di piloti dell'Est addestrati per questo velivolo. Nel settembre 2003 gli ultimi 22 aerei furono venduti alle forze aeree polacche.
Gli Stati Uniti hanno acquistato 21 MiG moldavi con l'intenzione di usarli per addestramento al combattimento e ricerca (probabilmente alla base di Nellis). Ad oggi tale programma sembrerebbe essere stato abbandonato.
Il MiG-29 è ancora in evoluzione nelle versioni MiG-29SMT e MiG-29M2. Particolari serbatoi aerodinamici di nuova concezione adattabili alla fusoliera dell'aereo sono stati sviluppati con lo scopo di aumentare l'autonomia.

### Tecnica

#### Struttura

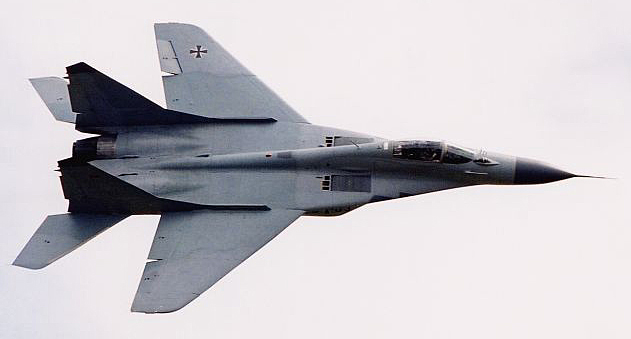
Un MiG-29 tedesco, si notino le prese d'aria superiori chiuse

L'apparecchio è chiamato rondone dai russi e la sua sagoma in pianta ne manifesta il motivo.
Il MiG-29 è principalmente costruito in lega di alluminio, ma sono utilizzati anche materiali compositi, in ridotta percentuale sul totale del peso. Ha una fusoliera piatta e larga, rispetto alla quale il muso si allunga in avanti in posizione sopraelevata. I motori sono posizionati al di sotto della fusoliera; la funzione di questa configurazione è quella di aumentare la superficie portante della macchina (lifting body).
L'ala ha una superficie ampia, a delta troncata con angolo di freccia del bordo d'attacco di circa 42°, a cui si aggiunge un angolo di diedro negativo (cioè le ali hanno un'inclinazione verso il basso) di 2°. Gli ipersostentatori di bordo d'entrata (slat) possono inclinarsi automaticamente in due posizioni, mentre gli ipersostentatori principali sono di tipo semplice affiancati dagli alettoni attuati idraulicamente. Il bordo d'attacco è prolungato dai raccordi ala-fusoliera ai lati del muso per migliorare le caratteristiche di maneggevolezza a bassa velocità.
Le derive alte e di ampia superficie sono posizionate sui lati esterni dei motori e sono leggermente divergenti. Il carrello è adatto ad operare da piste semi-preparate. La corsa d'atterraggio è frenata da paracadute in uno spazio minimo di 600 m; per il decollo bastano 250–350 m.
I motori, due RD-33K (asimmetrici, non sono intercambiabili) con postbruciatori, sono ben distanziati per aumentare la superficie portante della parte di fusoliera che li ospita, incrementare la manovrabilità e la sopravvivenza di almeno un motore ai danni causati da missili a guida IR. Tra di essi sono collocati gli aerofreni, simmetrici, uno superiore e uno inferiore.

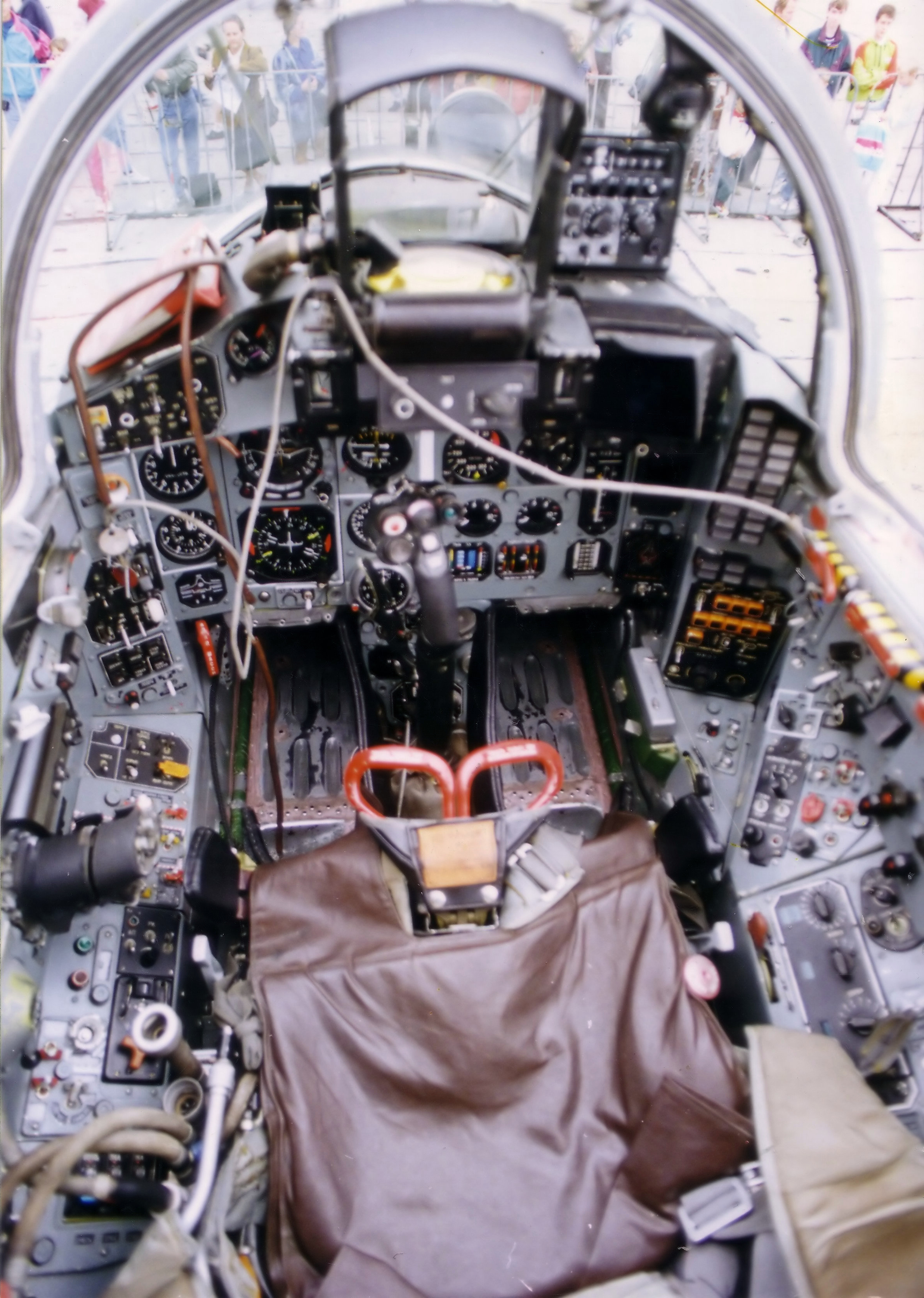
La cabina di un MiG-29

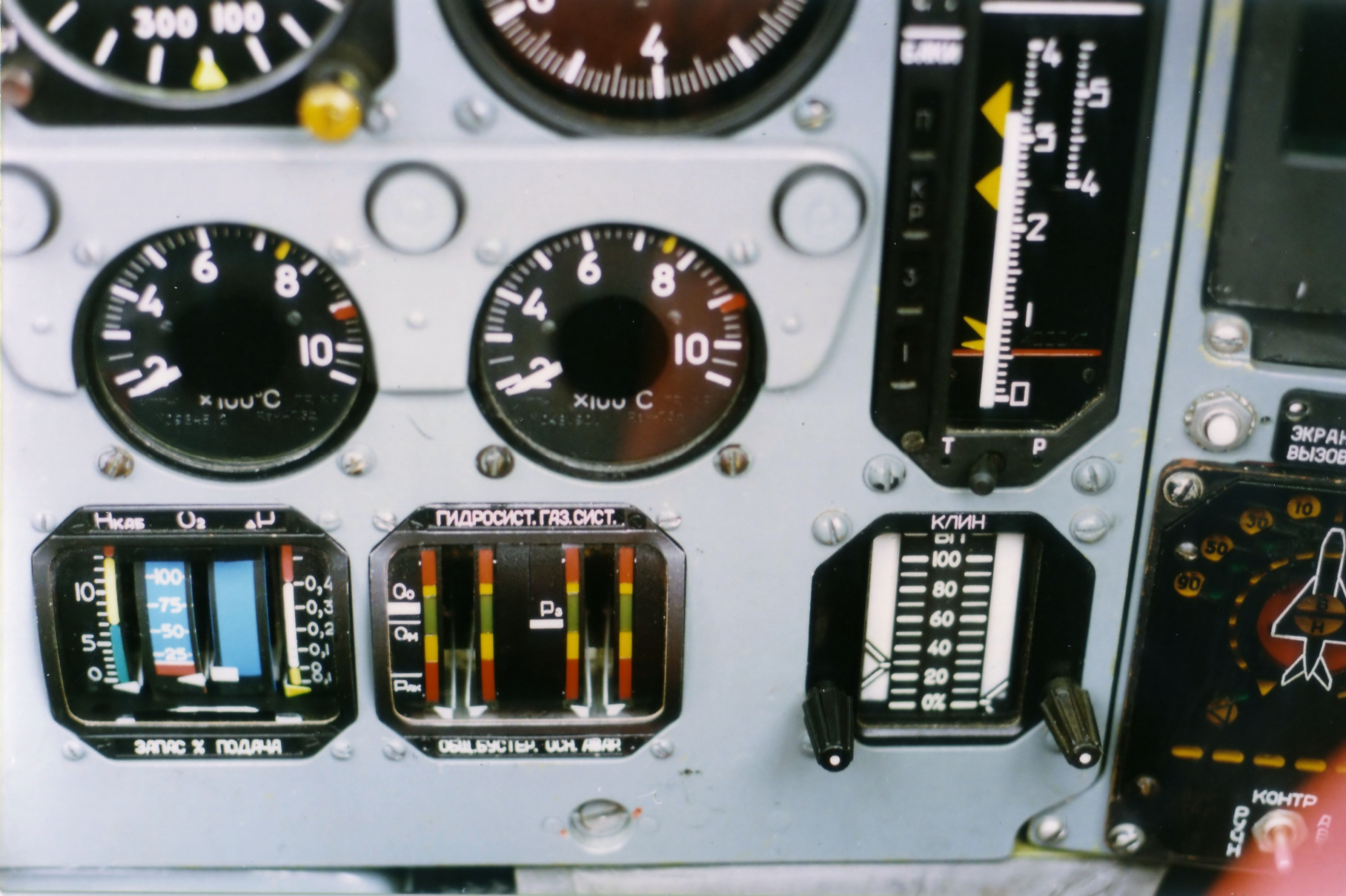
Particolare della strumentazione: in basso a destra, con la scritta КЛИН (klin, rampe), si trova l'indicatore della posizione (in percentuale) delle rampe anteriore e posteriore (la sigla ВП indica la rampa completamente chiusa). A sinistra gli indicatori del sistema idraulico e del sistema di condizionamento della cabina (BKDU-130, indica l'ossigeno), al di sopra due quadranti indicano la temperatura della turbina dei motori, in centinaia di gradi centigradi. A destra, parzialmente visibile, il radar warning receiver di molti apparecchi sovietici: l'SPO-15 Berjoza.

Le prese d'aria dei motori possiedono un accurato sistema anti-FOD (Foreign Object Damage, danno da corpo estraneo, per difendere i motori dalla possibile ingestione di neve, terreno o corpuscoli, specialmente su piste semi-preparate): feritoie regolabili al di sopra delle radici alari e condotti diretti, al di sotto delle fusoliera. Quando il peso dell'aereo grava sui carrelli una paratia interna, incernierata superiormente alla presa d'aria, ruota verso il basso, chiudendo il condotto principale. Quando si raggiunge la velocità di 200 km/h (108 nodi) invece, la paratia si ripiega su una delle due rampe che servono a regolare il flusso (e le onde d'urto interne) della presa d'aria. Parte del flusso può essere spillato da una delle feritoie superiori.
La potenza erogata è tale da conferire all'aereo un'accelerazione bruciante, con tutti i conseguenti vantaggi nel combattimento manovrato, ed una velocità limite sul livello del mare di circa 1 450 km/h e di 2 430 km/h in quota. L'accelerazione da minima a massima potenza non richiede oltre i 7 secondi.
La capacità dei serbatoi del MiG-29B è di soli 3 200 kg e ne consegue un'autonomia molto ridotta. Tale caratteristica, unita alla grande accelerazione e velocità di punta, fanno pensare ad una concezione di missione consistente in un'azione a corto raggio in cui l'aereo decolla, svolge il suo compito e rientra in un breve periodo di tempo.
I comandi sono idraulici e l'agilità è eccellente, con ottime performance in virate istantanee e sostenute. L'angolo d'attacco arriva sino a 90° nella manovra del Cobra di Pugačëv (Кобра Пугачева), consistente in una cabrata repentina che produce una decelerazione aerodinamica da 400 km/h a 250 km/h in pochi secondi. È stato ampiamente dibattuto se tale manovra offra un vantaggio decisivo nel combattimento manovrato a bassa velocità, ma di certo conferma le ottime doti di controllabilità della macchina. Se non disinserito manualmente, il limitatore di angolo d'attacco e carico di g (САУ, SAU) non consente di sorpassare i 9 g.
L'abitacolo consente un ottimo campo visivo integrato con tre specchi retrovisori e dispone di strumentazione analogica con HUD (in russo ИЛС, ILS). I pannelli sono organizzati in modo simile a quelli di tutti gli aerei della VVS, in particolare a quelli del MiG-23, secondo una standardizzazione ben radicata nella produzione sovietica. Le unità di misura sono metri e chilometri orari. Gli indicatori ritenuti indispensabili per il volo (altimetro, anemometro, variometro, girobussola, orizzonte artificiale) sono raggruppati da una linea bianca che li circonda e li evidenzia. A destra dell'HUD/ILS è posizionato un MFD (anche in russo МФД, MFD). La visibilità è sensibilmente migliore rispetto agli aerei di generazione precedente.
Il seggiolino eiettabile Zvezda K-36D (Звезда К-36Д) è ottimo, secondo uno standard ormai consolidato che non ha pari al mondo. Razzi direzionali e barre telescopiche stabilizzatrici sono i mezzi che il seggiolino usa per gestire il salvataggio. È stato più volte dimostrato il livello di perfezione raggiunto in questo campo, salvando la vita dei piloti in situazioni estreme anche durante famosi air-show. Al salone di Le Bourget, Parigi la statistica di incidenti di aeromobili sovietici e russi ha fatto ironicamente (ma non troppo) ritenere che si volessero mostrare più i seggiolini che gli aerei.
La versione biposto è detta MiG-29UB (da Učebno-Boevoj/Учебно-Боевой, addestramento al combattimento). Non ha radar e consente all'istruttore di simulare varie condizioni di emergenza legate anche a situazioni di combattimento. La capacità dei serbatoi è ridotta.

#### Elettronica
Il MiG-29B è equipaggiato con un radar Phazotron - (sistema di radio-localizzazione e mira / Radio-Lokacionnyj Pricelnyj Kompleks, in sigla РЛПК-29). Il sistema include il Pulse-Doppler N-019 "look-down/shoot-down" (ricerca e tiro verso il basso) e il calcolatore digitale C100.02-02 (Ц100.02.02). La prima versione N-019A aveva buone prestazioni con raggio di scoperta dei bersagli di ridotte dimensioni a circa 70 km, che solo per bersagli come bombardieri poteva arrivare a 140 km. Il sistema fu peraltro a suo tempo compromesso in seguito alle informazioni passate alla CIA da A. Tolkachev, uno dei progettisti del Phazotron. Fu sviluppata una versione avanzata detta N-109M per equipaggiare i MiG-29S (noti nella traslitterazione occidentale come "C"), ma le VVS, ancora insoddisfatte, domandarono un ulteriore miglioramento. Le ultime versioni del velivolo impiegano un N-010 Žuk-M (Н-010 Жук-М) con maggiori capacità di calcolo e portata, con capacità di ingaggio di bersagli multipli e compatibilità con il missile aria-aria R-77.
Uno strumento utile e molto ammirato è l'S-31E2 KOLS, un sistema che integra un telemetro laser (fino a 8 km) e un sensore infrarosso-termico per la ricerca e l'aggancio dei bersagli (Infra-red search and track, IRST) (fino a 50 km) (detto OLS / ОЛС), alloggiato in una "bolla" trasparente posizionata davanti alla cabina di pilotaggio. Funziona indipendentemente o in accordo col radar e consente una precisione fuori dalla norma nel tiro col cannoncino, tanto che gli sviluppatori presero in considerazione l'idea di dimezzare la quantità di colpi; ciò consente di agganciare e abbattere un bersaglio in modo "silenzioso", in quanto né il laser né il sensore infrarosso sono "avvertibili" e sfuggono ai sistemi di allerta dei velivoli tracciati.
Integrata con l'OLS, la modalità di aggancio ŠLEM (ШЛЕМ) permette di selezionare un bersaglio semplicemente guardandolo. Il casco è infatti collegato tramite due sensori posti ai lati dell'ILS / ИЛС (o HUD) e dirige il laser e il sensore termico. Il bersaglio è selezionabile in uno spazio di 15° verso il basso e 60° in alto, a destra e a sinistra.
Tra gli altri sistemi di bordo ci sono il calcolatore digitale principale C-101 (170.000 operazioni al secondo, memoria 8 KiB RAM), il sistema radar Pastel o Sirena 3M e lanciatori di "ingannatori elettronici" sul bordo d'entrata delle derive. Nell'insieme si tratta di un buon complesso di attrezzature, ma il problema (visto da parte occidentale) è che la macchina è concepita per essere impiegata in comunicazione con i centri di controllo a terra piuttosto che in azioni di caccia libera. Anche le modalità di funzionamento dei vari sottosistemi, come l'HUD, ne riflettono l'impostazione, troppo difensiva per le dottrine di azione aerea occidentali.

#### Armamento
L'armamento include un cannone da 30mm GŠ-30-1 (ГШ-30-1) posizionato alla radice dell'ala sinistra, con una scorta di 149+1 colpi ridotta a 100+1 nelle versioni più recenti; ha una cadenza di 1500 colpi/min e un totale di 2000 colpi. Si tratta di un'arma eccezionalmente precisa e letale, specie quando abbinata al preciso telemetro laser; inoltre pesa appena 43 kg, meno di un terzo di un cannone occidentale equivalente. Nel MiG-29B trasportare un serbatoio esterno centrale bloccava però la finestra d'espulsione dei bossoli, così in tale configurazione era impossibile sparare senza prima sganciare il serbatoio; questo impedimento fu corretto nelle versioni successive.
Tre o quattro piloni in alcune versioni (MiG-29K ad esempio) per ala per un totale di sei (o otto) punti di attacco per missili, razzi, bombe, serbatoi, ECM ed un serbatoio da 1500 litri montato inferiormente tra i motori completano la dotazione bellica del velivolo. Vista l'impostazione principalmente aria-aria, il MiG-29B ha la possibilità di utilizzare solo armamento aria-superficie non guidato. Solo i modelli recenti sono compatibili con armi di precisione per l'attacco al suolo a guida laser o teleguidate.
Le armi aria-aria in dotazione sono i missili R-27 (nome in codice NATO: AA-10 "Alamo"), gli R-73 (AA-11 "Archer") e anche i meno recenti R-60 (AA-8 "Aphid"), tutte ottime armi, agili e moderne per distanze utili tra 1 e 50 km.
Con l'inizio dell'Invasione russa dell'Ucraina del febbraio del 2022 (e per la prima volta su di un aereo di concezione sovietica) è stata ufficializzata l'integrazione su di un MiG-29 di un missile di costruzione statunitense, l'antiradar AGM-88 Harm. Il 19 agosto 2022, Washington aveva si reso noto di aver approvato nuove forniture di armi, mezzi e munizioni per l’Ucraina del valore di 775 milioni di dollari tra le quali figuravano gli AGM-88, ma, tuttavia, tali missili ancora non erano stati visti montati sotto le ali di nessun aereo dell'Aeronautica ucraina. Prima di essere mostrati in combattimento, gli HARM sono stati integrati dai tecnici statunitensi sui MiG-29, e mostrati durante il conflitto con immagini diffuse da canali Telegram russi che mostravano frammenti di un HARM esploso contro la postazione di un sistema antiaereo russo S-300. Successivamente all'HARM, sui MiG-29 è stata integrata un'ulteriore arma di origine statutintense, la bomba a guida satellitare JDAM-ER.

#### Incidenti
- Tra gli ultimi incidenti in cui furono coinvolti dei MiG-29 russi si ricorda quello del 5 dicembre 2008, dove un MiG-29 della russa Voenno-vozdušnye sily Rossijskoj Federacii si schiantò nella Siberia Orientale. Il pilota morì nell'incidente. Anche nell'ottobre del 2008 un altro MiG-29 si schiantò nella Siberia Orientale, ma il pilota si salvò. Nel 2007 due MiG-29 russi sono entrati in collisione nella regione di Rostov; i piloti si sono salvati anche in questo incidente.[7]

### Impiego operativo
Il MiG-29 è arrivato in linea troppo tardi per partecipare alla guerra fredda e ad altri importanti conflitti, e questo implica che non ha avuto modo di dimostrare le proprie potenzialità. I problemi di "maturazione" legati ai vari sottosistemi del velivolo e alle metodologie d'impiego non hanno fatto altro che amplificare le difficoltà. La macchina raggiunse l'Iraq solo alla fine della Prima Guerra del Golfo e l'unico risultato che uno dei primi MiG-29 iracheni ottenne fu quello di distruggere per errore un suo compagno scambiandolo per un F-14 Tomcat. All'epoca solo due squadroni erano equipaggiati con circa 40 caccia. L'operatività era però ancora bassa, e nella situazione di completa superiorità aerea e tattica dell'U.S. Air Force vennero abbattuti in numero rilevante senza ottenere successi. Dopo quella guerra vennero via via messi a terra perché la manutenzione risultava troppo difficile da eseguire sotto embargo.
L'ex-Jugoslavia li ha impiegati in azioni di guerra con vari attacchi al suolo durante la guerra civile. Nel 1999 vennero usati ancora ma come intercettori, ma subirono altre 6 o 7 perdite senza risultati. Bisogna dire che il sistema di difesa aerea della Serbia era ben inferiore a quello iracheno e che quasi tutti i sistemi elettronici (radar inclusi) dei MiG-29 erano all'epoca (sempre a causa dell'embargo) non operativi, rendendo così i MiG 29 delle vittime sacrificali piuttosto che dei validi avversari.
L'Eritrea li ha invece impiegati contro l'Etiopia nella semisconosciuta guerra del 1998-99. Forse hanno ottenuto qualche vittoria contro vecchie macchine etiopi, ma hanno subito perdite quando impegnati dai Su-27.
I MiG-29 cubani hanno ottenuto l'abbattimento di uno o due aerei di infiltrati cubani negli anni scorsi: si trattava di operazioni occulte rivolte contro il regime in carica da parte di esuli cubani basati negli Stati Uniti.
I Fulcrum sono stati impiegati anche come aerei d'attacco in vari conflitti nell'ex-URSS, ma non sono disponibili molte informazioni al riguardo.
La Germania invece li ha tenuti in servizio a lungo perfezionandone le caratteristiche di combattimento, specie nel breve raggio, e battendo ripetutamente velivoli come gli F-16 grazie ad una combinazione di sensori, armi e maneggevolezza. Il reparto della Luftwaffe con queste macchine in dotazione ha avuto un ruolo importantissimo nella preparazione tattica di misure "anti-Fulcrum" dei piloti NATO e israeliani.
Le fonti ufficiali dell'aviazione cubana riferiscono: guerra in Afghanistan (nessuna vittoria aerea), guerra Iran-Iraq (2 vittorie aeree), guerra del Golfo (5 abbattuti), guerra civile in Moldavia (4 vittorie e 4 sconfitte aeree), Cuba (2 velivoli degli anticastristi di Miami abbattuti), guerra Etiopia-Eritrea (4 aerei abbattuti da SU 27 Flanker), ex-Jugoslavia nel 1999 (5 sconfitte ma 2 F-16 abbattuti), disordini nell'ex-URSS (1 vittoria).

## Versioni
- MiG-29Tip9 (Ram-L) Designazione di progetto, attribuita ai prototipi.
- MiG-29A (Tip 9-11, Fulcrum-A) Versione base.

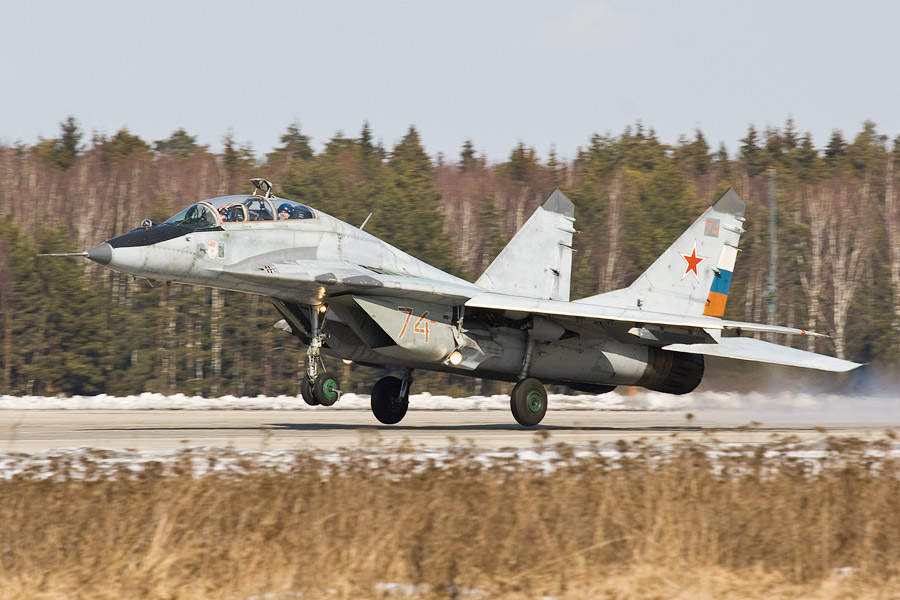
Un MiG-29UB russo in atterraggio, notare il "periscopio" dell'istruttore.

- MiG-29A (Tip 9-11B, Fulcrum-A) Versione praticamente identica alle precedenti ma con rimozione di alcuni equipaggiamenti specifici per il Patto di Varsavia e con la possibilità di avere un radar Phazotron NO-19E Rubin più economico.
- MiG-29UB (Fulcrum-B) Versione biposto da addestramento operativo.
- MiG-29S (Fulcrum-C) Versione con dorso modificato, serbatoio di fusoliera n.1 ingrandito e antenne per le contromisure elettroniche passive alle estremità alari differenti. Il primo Gorbatyi ha volato il 5 maggio 1984.
- MiG-29S MSIP I (Fulcrum-C) È un programma MSIP (Multi-Stage Improvement Program) studiato congiuntamente da MiG DB e MAPO per l'applicazione ai Fulcrum-C di nuova produzione. Gli "stage improvements" comprendono un nuovo sistema di comandi di volo con 4 calcolatori di diverso tipo e minori limitazioni a fattore di carico ed angolo d'attacco, radar migliorato Fazotron NO-19M Topaz con nuove funzioni e possibilità di inseguire più bersagli ed attaccarne due; punti d'attacco per due serbatoi di trasferimento da 1150 litri e per otto bombe da 500 kg; possibilità di impiegare il cannone GSc-30-1 da 30mm anche in presenza del serbatoio ventrale di trasferimento da 1540 litri. Quali ulteriori miglioramenti sono previste la compatibilità del radar con i missili aria-aria AA-12 Adder, la predisposizione all'impiego di bombe "intelligenti" e missili "stand-off" e una sonda per il rifornimento in volo smontabile; per un breve periodo è stato chiamato MiG-30. È stato offerto per l'esportazione come MiG-29SD senza alcuni aggiornamenti; il più "ricco" MiG-29SE ha un gruppo accessori dei motori KCA-3 con manutenzione ridotta, impianto elettrico modificato, condizionamento più efficace dell'abitacolo, un più sofisticato complesso di contromisure elettroniche, un sensore infrarossi SO-69M modificato, un TACAN-GPS e un più ampio movimento dei timoni. L'allestimento specifico del MiG-29SE per la Malaysia è chiamato MiG-29N se monoposto e MiG-29NUB se biposto.
- MiG-29SM Dimostratore di una sottoversione del MiG-29S con radar NO-19 dalle maggiori possibilità aria-terra e migliorie alla strumentazione.
- MiG-29E Un Gorbatyi convertito nel 1986 per servire da prototipo del MiG-29E, una versione non effettivamente realizzata. L'aereo modificato ha volato il 12 gennaio 1987.
- MiG-29SMT Soprannominato Sokol (falco), è praticamente uguale al MiG-29SM, disponibile come nuovo di fabbrica o come MSIP, realizzato però sulla cellula del Gorbatyi. Il primo esemplare ha volato il 29 novembre 1997 a Mosca-Zhukovsky pilotato da Marat Alikov; responsabile del progetto è Valeri Novikov. All'India è stata proposta la versione imbarcata MiG-29SMTK.
- MiG-29KVP Versione parzialmente "navalizzata" per sperimentazioni e addestramento, con carrello normale e priva del meccanismo di ripiegamento delle ali; citata anche come MiG-29TVK.
- MiG-29E/BTsK-29 MiG-29 standard modificato nel 1986 per sperimentare un sistema di comandi elettronici destinati al MiG-29E.Primo volo il 1º agosto 1986.
- MiG-29K (Fulcrum-D - Sea Fulcrum) Versione imbarcata presentata al concorso della Morskoi Flot per un aereo da combattimento ad elevate prestazioni da imbarcare sulle portaerei. Primo volo il 28 giugno 1988 con Toktar Aubabikirov. Presenta alcuni elementi costruttivi comuni con il MiG-29M, un diverso sensore infrarossi, sonda per il rifornimento in volo retrattile sul lato destro del muso, modifiche al carrello, semiali pieghevoli, ipersostentatori a doppia fessura ingranditi, gancio d'arresto, motori RD-33K più potenti.
- MiG-29KU Versione biposto da addestramento per specifico impiego navale, con una sistemazione differente da quella del MiG-29UB e più simile a quella del MiG-25U.
- MiG-29Sc' Proposta per l'attacco al suolo mai realizzata, con 1000 kg di blindature, 5000 kg di carichi esterni ed un peso massimo al decollo di 25.500 kg.
- MiG-29M Un Gorbatyi convertito nel 1985 in prototipo per una versione con "pod" esterno per l'attacco al suolo; il suo sviluppo fu abbandonato.
- MiG-29M (Fulcrum-E - Fulcrum Plus) Versione totalmente riprogettata con il 29% della cellula in lega di alluminio-litio e rinuncia al complesso sistema di prese d'aria, con guadagno di 2550 litri di combustibile. Ha un grande freno aerodinamico dorsale in stile F-15, piani orizzontali con dente di sega, doppio paracadute-freno, serbatoio ausiliario ventrale da 1540 o 2500 litri. Strumentazione e avionica comprendono un radar Fazotron NO-10 Zhuk con capacità "multi-bersaglio" e "fly-by-wire" analogico. I motori sono i più potenti Klimov RD-33K e infine, la capacità di munizioni del cannone è diminuita da 149 a 100 colpi, mentre il carico bellico è aumentato a 4500 kg con grande varietà di sistemi d'arma. Il suo sviluppo è stato abbandonato per l'impossibilità di ottenere finanziamenti governativi.
- MiG-29OVT Configurazione offerta per l'esportazione, basata sui motori RD-33 dotati di ugelli orientabili Klivt.

Da non dimenticare alcuni programmi di aggiornamento come il MiG-29 Sniper realizzato in Romania ma rimasto prototipo, e il MiG-29G della Luftwaffe.

## Utilizzatori
Algeria

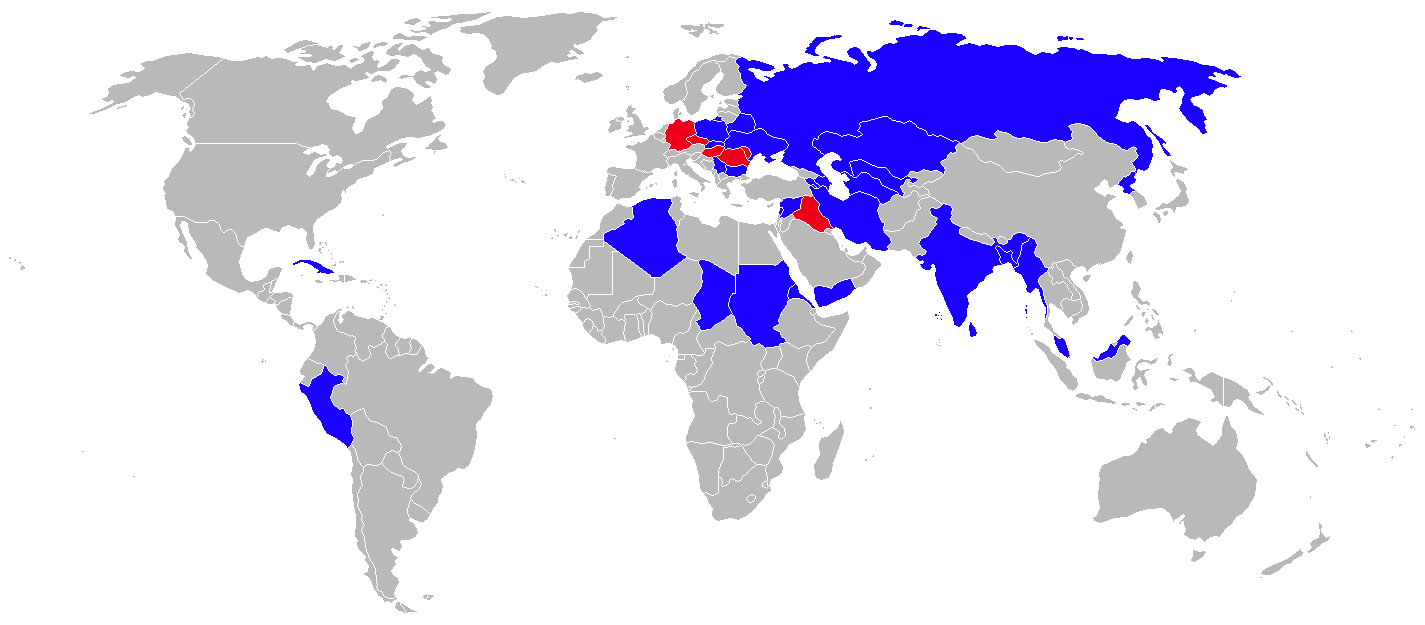
Operatori del MiG-29 in blu scuro, paesi che hanno utilizzato in passato il MiG-29 in rosso

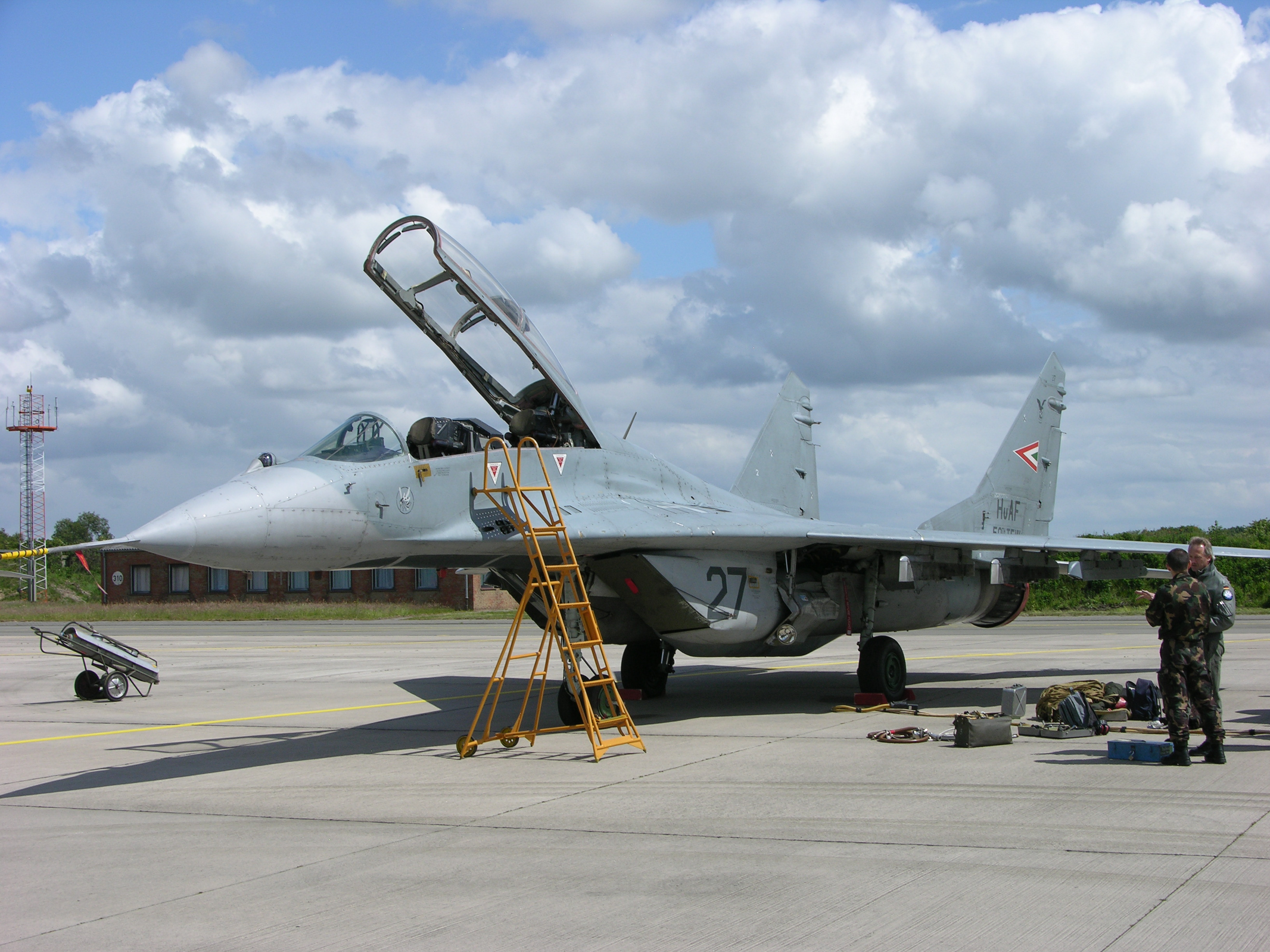
MiG-29UB dell'ungherese Magyar légierő.

- Al-Quwwat al-Jawwiyya al-Jaza'iriyya
  - 193e Escadron de Chasse (Bou Sfer)

20 MiG-29S/UBT ex bielorussi acquistati nel 1996 e 16 MiG-29S ex bielorussi ed ucraini acquistati nel 2002/2003. Sia i 18 MiG-29S che i 4 MiG-29UBT, in servizio al settembre 2018, sono stati aggiornati tra 2011 e il 2013, in Bielorussia, alla versione SMT e dotati di nuovo cockpit, di nuovo radar ZHUK-ME che li ha resi velivoli multiruolo dotati di serbatoi conformi. Furono anche ordinati 34 MiG-29SMT nuovi di fabbrica, ma dopo la consegna dei primi 15 esemplari, l'aeronautica espresse alcune perplessità sulla qualità dell'avionica dei velivoli, e quindi furono riconsegnati (e rifiutati i restanti 18) per ricevere in cambio 14 Su-30MKR. A fine 2019 risultano in servizio 32 esemplari più 14 MiG-29M/M2 (10 MiG-29M monoposto e 4 MiG-29M2 biposto) in ordinazione. I primi 4 esemplari (3 MiG-29M monoposto 1 MiG-29M2 biposto) sono stati consegnati il 26 ottobre 2020.
 Armenia
- Hayastani R'azmao'dayin Owjher
  - 362ª Base Aerea (Erebuni)

Dispone di 35 MiG-29. Secondo altre fonti si tratterebbe semplicemente di velivoli dell'Aeronautica Russa rischierati in Armenia.
 Azerbaigian
- Azərbaycan hərbi hava qüvvələri
  - MIQ-29 Eskadrilya (Sumqayit)

29 tra MiG-29S e MiG-29UB acquistati usati dall'Ucraina nel 2006, sottoposti ad aggiornamento, e ricevuti nel 2007, 12 MiG-29S e 2 MiG-29UB in servizio al giugno 2020. Teoricamente i MiG-29 disponibili sarebbero 17 in quanto due monoposto ed un biposto sono in manutenzione in Ucraina.
 Bangladesh
- Bangladesh Biman Bahini
  - 8º Gruppo (Dhaka)

6 MiG-29SE e 2 MiG-29UB consegnati a partire dal 2000.
 Bielorussia
- Voenno-vozdušnye sily i vojska protivovozdušnoj oborony
  - 61ª Base Aerea Caccia (Baranovichi)

57 MiG-29 e 8 MiG-29UB ex sovietici ricevuti a partire dal 1992. Di questi, 18 monoposto e 2 biposto sono stati ceduti all'Aeronautica peruviana nel 1996. A fine 2019 risultano in servizio 39 esemplari.
 Birmania
- Tatmdaw Lei
  - Settore Operativo Centrale (Shante)
  - Settore Operativo Sud-Est (Yangon)

32 tra MiG-29B, MiG-29SE e MiG-29UB consegnati tra il 2001 ed il 2012, 31 dei quali in servizio a fine 2019, per la perdita di un biposto MiG-29UB in un incidente durante una missione di addestramento.
 Bulgaria
- Bălgarski Voenno văzdušny sily
  - 1/3 Iztrebitelna Avio Eskadrila (Graf Ignatievo)

All'aprile 2018 dispone di 15 MiG-29. Il Ministero della Difesa bulgaro ha ufficialmente selezionato la società russa RAC MiG per fornire il necessario supporto logistico ai 15 caccia MiG-29 per i prossimi 4 anni, ed il contratto in questione include, oltre alla manutenzione generale dei caccia, anche la revisione di 10 set di carrelli di atterraggio nonché quella di 13 seggiolini eiettabili Zvezda K-36. A fine 2019 risultano in servizio 13 esemplari monoposto e 2 biposto da addestramento.
 Cecoslovacchia
- Češkoslovenske Letectvo

24 tra MiG-29A e MiG-29UB ricevuti a partire dalla fine degli anni ottanta, suddivisi, poi, nel 1993 tra l'Aeronautica militare ceca e l'Aeronautica militare slovacca.
 Rep. Ceca
- Aeronautica militare ceca

12 tra MiG-29A e MiG-29UB ricevuti a partire dal 1993 dopo la scissione della Cecoslovacchia. 9 MiG-29A e 1 MiG-29UB sono stati ceduti all'Aeronautica militare polacca tra il 1995 ed il 1996.
 Ciad
- Force Aérienne Tchadienne

3 ordinati e indicati in servizio nel 2018. Nessun esemplare in servizio a fine 2019 secondo altre fonti.
 Corea del Nord
- Chosŏn Inmin Kun Konggun
  - 57º Reggimento Aereo (Sunchon)

Dal 1988 al 1992 sono arrivati 13 MiG-29 Tipo 9.12B (Fulcrum-A) e un MiG-29UB Tipo 9.51 (Fulcrum-B). Fu richiesto un contratto per l'acquisizione della licenza di montaggio in loco e sono stati forniti 10 esemplari del Tipo 9.13B (Fulcrum-C) sotto forma di parti staccate da montare, ma il programma, però, risultò troppo ambizioso: si accumularono dei ritardi e si presentarono anche problemi relativi ai pagamenti. Furono così completati solo 3 aerei e non si sa se sia stato raggiunto il numero dei 40 esemplari previsti fin dall'inizio. A fine 2019 risultano in servizio 35 esemplari.- Immagini satellitari non sono mai riuscite a cogliere più di 12 di questi caccia tutti insieme.
 Cuba
- Defensa Anti-Aérea y Fuerza Aérea Revolucionaria
  - Unidad Militar 2661 - Escuadrón de Caza (San Antonio de los Baños)

15 MiG-29B e 2 MiG-29UB consegnati, 1 MiG-29B e 2 MiG-29UB in servizio all'aprile 2019.
 Egitto
- Al-Quwwat al-Jawwiyya al-Misriyya

46 tra MiG-29M e MiG-29M2 ordinati (più ulteriori 2 esemplari per colmare le perdite di altrettanti velivoli). Ad aprile 2017 il ministero della difesa egiziana ha comunicato che il primo batch di 50 MiG-29M/M2 è stato consegnato, non comunicando il numero preciso degli aerei presi in carico. All'agosto 2019 risultano consegnati 15 esemplari. 16 aerei consegnati al giugno 2019. A fine 2020 risultano consegnati tutti i 46 esemplari, compresi i 2 rimpiazzi per i due velivoli persi nel 2018 e nel 2019.
 Eritrea
- Eritrean Air Force
  - 5º Gruppo (Asmara)

4 MiG-29SE e 2 MiG-29UB consegnati. Tutti in servizio a fine 2019, ma non si conosce quanti siano ancora in condizioni di volo.
 Germania Est
- Luftstreitkräfte und Luftverteidigung der Deutschen Demokratischen Republik.

 Germania
- Luftwaffe

Ereditò dalla DDR 24 MiG-29 (di cui 22 furono venduti alla Polonia).
 India
- Bhartiya Vāyu Senā
  - 28º Gruppo (Jamnagar e Leh)
  - 47º Gruppo (Adampur)
  - 223º Gruppo (Adampur)

44 MiG-29 ordinati nel 1984, seguiti da ulteriori 26 esemplari nel 1989 e 10 nel 1994. Nel marzo del 2008 fu siglato un contratto per l'aggiornamento degli esemplari monoposto allo standard MiG-29UPG. L'aggiornamento comprende un'avionica quasi completamente rinnovata con il radar Phazotron "Zhuk-M2E" con antenna a scansione meccanica, serbatoi interni di fusoliera di maggiore capacità (950 litri di carburante in più), motori RD-33 Series 3 aggiornati e nuove possibilità di armamento. L'acquisto di ulteriori 21 aerei e l'aggiornamento dei 59 esemplari ancora in servizio è stato autorizzato dal MoD indiano il 2 luglio 2020.
- Naval Air Arm
  - 300º Gruppo (Dabolim)

45 velivoli della versione navale MiG-29K (compresi i biposto KUB) per imbarcarli sulle portaerei INS Vikramaditya e INS Vikrant, consegnati con 23 motori di ricambio nel 2004 e nel 2010. 42 esemplari in servizio al marzo 2020, in quanto un monoposto MiG-29K è stato perso il 3 gennaio 2018, un biposto MiG-29KUB è precipitato il 16 novembre 2019 ed un ulteriore monoposto il 23 febbraio 2020.
 Iran
- Niru-ye Havayi-ye Artesh-e Jomhuri-ye Eslami-e Iran
  - 11º Gruppo (Tehran/Meahrabad)
  - 22º Gruppo (Tabriz/Shaheed Fakouri)

Si appropriò di quattro velivoli iracheni fuggiti durante la guerra del Golfo e acquistò successivamente ulteriori 32 velivoli. Il progetto di produrre su licenza 120 velivoli non fu realizzato a causa delle pressioni internazionali. A fine 2019 risultano in servizio 20 esemplari.
 Iraq
- Al-Quwwat al-Jawwiyya al-'Iraqiyya

Ordinò originariamente 137 velivoli ma ridusse successivamente l'ordine in vista della possibilità di acquistare il Su-27. Complessivamente l'Iraq ricevette circa una quarantina di velivoli fino al 1990. Tutti radiati,
 Jugoslavia
- Ratno vazduhoplovstvo i PVO Vojske Jugoslavije

Ricevette 16 MiG-29 (14 MiG-29B e 2 MiG-29UB) 11 dei quali andarono persi durante gli attacchi della NATO nel 1999. I 5 esemplari superstiti (4 monoposto ed un biposto) furono presi in carico dalla nascente aviazione serba.
 Kazakistan
- Sil Vozdushnoy Oborony Respubliki Kazakhstan
  - 600ª Base Aerea della Guardia (Zhetygen)
  - 602ª Base Aerea (Shymkent)

22 MiG-29 Fulcrum-A e 4 MiG-29UB ricevuti a partire dal 1993. Ulteriori 18 MiG-29 e 4 biposto MiG-29UB furono ordinati nel 1995.
 Malaysia
- Tentera Udara Diraja Malaysia
  - 17 Skadron (Kuantan)

18 MiG-29N/NUB in servizio dal 1995 al 2017. La mancanza di fondi, sia per la sostituzione con un nuovo tipo, sia per un upgrade dei 16 aerei in servizio a tutto il 2016, in un primo momento, portò alla decisione di lasciarli in organico almeno fino al 2020. Successivamente, fu deciso di ritirare tutti gli esemplari in organico all'inizio del 2017.
 Moldavia
- Moldovan Air Force

34 MiG-29 di varie versioni ereditati dall'Unione Sovietica all'atto della dichiarazione di indipendenza da questa. Quattro esemplari ceduti allo Yemen nel 1992. 21 velivoli furono venduti agli Stati Uniti nel 1997 in cambio di 40 milioni di dollari ed equipaggiamento militare non letale. Gli ultimi sei esemplari rimasero accantonati in condizioni deplorevoli presso la base aerea di Mărculești ed al 2023, secondo fonti ucraine, resterebbero ancora immagazzinati.
 Mongolia
- Agaaryn Dovtolgoonoos Khamgaalakh Tsergiyn Komandlal
  - Reggimento Caccia (Sainshand)

2 MiG-29UB da addestramento donati dalla Russia e consegnati a novembre 2019.
 Perù
- Fuerza Aérea del Perú
  - Escuadrón Caza-bombardeo 612 (Chiclayo)

18 MiG-29 e 2 MiG-29UB ex bielorussi acquistati nel 1996. A fine 2019 risultano in servizio 7 esemplari monoposto e 2 biposto da addestramento. Un contratto è stato stipulato con Mikoyan il 12 agosto 2008 di 106 milioni di dollari USA, per eseguire un miglioramento personalizzato a otto MiG-29s, che entro il 2012 sono stati portati allo standard MiG-29SMT. Gli aerei ancora in organico sono stati definitivamente ritirati dal servizio il 16 ottobre 2024.
 Polonia
- Siły Powietrzne
  - 1. Eskadra Lotnictwa Taktycznego (Miñsk Mazowiecki)
  - 41. Eskadra Lotnictwa Taktycznego (Malborok)

12 MiG-29 (9 MiG-29 Fulcrum A e 3 MiG-29UB) ricevuti tra il 1989 e il 1990. 10 MiG-29 (nove MiG-29A e un MiG-29UB ex Aeronautica ceca) ricevuti tra il 1995 ed il 1996. Infine nel 2005 la Luftwaffe consegnò 27 MiG 29 (23 MiG-29G e 4 MiG-29GT). Gran parte di tutti gli aerei sono stati aggiornati alla versione MiG-29M e MiG-29UBM per adeguarli agli standard NATO. A fine 2019 risultano in servizio 23 monoposto e 6 biposto da addestramento.
 Romania
- Forțele Aeriene Române

17 MiG-29A e 5 MiG-29UB consegnati a partire dal 1989. 1 MiG-29S ricevuto di seconda mano dalla Moldavia nel 1992. Tutti gli esemplari superstiti furono ritirati dal servizio nel 2003.
 Russia
- Voenno-vozdušnye sily Rossijskoj Federacii
  - 14º Reggimento Caccia dell'Aeronautica (Kursk/Vostochnyy)
  - 31º Reggimento Caccia dell'Aeronautica della Guardia (Milerovo)
  - 116º Centro d'Impiego al Combattimento dell'Aeronautica da Caccia (Ashchuluk)
  - 185º Centro d'Impiego al Combattimento dell'Aeronautica da Caccia (Ashchuluk)
  - 195ª Base Aerea d'Addestramento (Kushchovskaya)
  - 200ª Base Aerea d'Addestramento (Armavir)
  - 362ª Base Aerea (Yerevan/Erebuni)
  - 968º Reggimento Istruzione e Ricerca dell'Aeronautica (Lipetsk)

A fine 2019 risultano in servizio 251 monoposto (più 34 in ordinazione) e 12 biposto (più 3 in ordinazione).
- Aviacija voenno-morskogo flota
  - 100º Reggimento Indipendente Aviazione da Caccia Imbarcata (Malyavr)
  - 859º Centro Applicazioni al Combattimento e Addestramento Equipaggi dell'Aviazione Navale (Yeysk)

24 esemplari (20 MiG-29K e 4 MiG-29KUB) ordinati nel 2012 e consegnati tra il 2013 e il 2015. A fine 2019 risultano in servizio 18 monoposto e 4 MiG-29-KUB biposto.
 Serbia
- Vazduhoplovstvo i PVO Vojske Srbije
  - 101. ловачка авијацијска ескадрила (101. Lovačka Avijacijska Eskadrila - 101ª Squadriglia Aviazione da Caccia)

Al febbraio 2019, dispone di 11 MiG-29SM monoposto e 3 MiG-29UB biposto. Di questi, 3 fanno parte dei 5 ereditati dalla ex aviazione jugoslava, mentre gli altri 6 esemplari (4 monoposto e 2 biposto) sono stati donati dalla Russia nel 2017 e tutti aggiornati allo standard SM. Il 21 aprile 2018, la Bielorussia ha comunicato di aver donato 4 MiG-29 alla Serbia. Tutti e 4 gli aerei ex bielorussi sono stati consegnati il 25 febbraio 2019 ed anche essi aggiornati allo standard SM.
 Siria
- Al-Quwwat al-Jawwiyya al-'Arabiyya al-Suriyya
  - 699º Gruppo Caccia (Saiqal/Seen)

48 tra MiG-29A monoposto e MiG-29UB biposto ricevuti dall'Unione Sovietica alla fine degli anni ottanta, ed entrati ufficialmente in servizio nel 1989. A partire dal 2011, circa 20 aerei in totale, con l'assistenza della Russia, sono stati portati ad una configurazione simile per alcuni aspetti al MiG-29SM. Non è chiaro quanti aerei siano stati effettivamente aggiornati,come non è chiaro quanti siano gli esemplari persi. Le autorità siriane hanno negato le notizie di un abbattimento di due MiG-29 da parte di F-15C israeliani, sia nel giugno del 1989, sia di ulteriori due nel 2001. Non viene confermato da parte siriana nemmeno l'abbattimento di un esemplare come dichiarato dai ribelli nel 2018. L'unica perdita ufficiale è quella di marzo 2020, dove un monoposto è andato perso per problemi tecnici. A fine 2019 risultano in servizio 20 esemplari.
 Slovacchia
- Vzdušné sily Slovenskej republiky
  - 1. Bojová Letka (1º Gruppo da Combattimento) (Sliac)

12 tra MiG-29A e MiG-29UB consegnati nel 1993 dopo la separazione della Cecoslovacchia. Ritirati il 28 agosto 2022, i 10 esemplari volanti più tre non volanti (tutti aggiornati allo standard NATO) sono stati ritirati il 28 agosto 2022 e ceduti all'Aeronautica militare ucraina, che ha ricevuto i primi 4 esemplari il 23 marzo 2023.
 Stati Uniti
- United States Air Force

21 MiG-29 (6 MiG-29A, 1 MiG-29B e 14 MiG-29C) acquistati dalla Moldavia nel 1997.
 Sudan
- Al-Quwwat al-Jawwiyya al-Sudaniyya
  - 2º Gruppo Caccia (Omdurman/Wadi Sayyidna)

10 MiG-29SE e 2 MiG-29UB ricevuti a partire dal 2004, con almeno tre dei monoposto persi in incidenti.
 Turkmenistan
- Turkmenistan Air Force and Air Defense Force
  - 99ª Base Aerea (Mary)

A fine 2019 risultano in servizio 24 esemplari..
 Ucraina
- Viys'kovo-Povitriani Syly Ukrayiny
  - 40ª Brigata Aerotattica (Vasyl'kiv)
  - 114ª Brigata Aerotattica (Ivano/Frankivs'k)

Allo scioglimento dell'Unione Sovietica furono lasciati in Ucraina circa 220 MiG-29. 80 aerei erano in carico al 2014. Il 16 marzo 2023 la Polonia ha annunciato l'invio di 4 MiG-29. Il 23 marzo 2023 sono stati consegnati i primi 4 dei 13 esemplari ricevuti dalla Slovacchia. Al maggio 2025 in organico erano presenti circa 40/45 aerei, di cui 6/9 esemplari biposto.
 Ungheria
- Magyar légierő

Disponeva di 27 tra MiG-29B e MiG-29UB ricevuti nel 1993 e radiati nel 2010. Il 31 ottobre 2017 ha avviato un processo d'asta per vendere i 23 restanti MiG-29 dismessi, completi di 20 motori di riserva, un numero imprecisato di missili integrati e 1.251 pezzi di ricambio.
 Uzbekistan
- Aeronautica militare e difesa aerea dell'Uzbekistan
  - 115º Reggimento Caccia della Guardia (Kokaydy)

Secondo l’agenzia russa RIA Novosti in Uzbekistan nel 2016 erano in servizio operativo 12 MiG-29 mentre altri 18 erano in deposito. A fine 2019 risultano in servizio 39 esemplari.
 Yemen
- Al-Quwwat al-Jawwiyya al-Yamaniyya
  - 9º Gruppo (Sanaa)

A fine 2019 risultano in servizio 24 esemplari più altri 32 in ordinazione.

## Esemplari attualmente esistenti
- l'unico esemplare rumeno aggiornato allo standard Sniper è conservato al Museo dell'aviazione di Bucarest[119].

## Il MiG-29 nella cultura di massa

### Film
- Air Force One: il MiG-29 compare durante lo scontro tra i velivoli dell'aviazione del Kazakistan e i caccia F-15 Eagle dell'USAF;
- R2B: Return to base: Mig-29 Nord Coreani si scontrano contro F-15K Eagle Sud Coreani;
- Macross Zero: nel primo episodio, all'inizio, si assiste a un combattimento aereo tra un gruppo di Mig-29 e una squadriglia di F-14;
- Little Einsteins: l'antagonista principale della serie, Grande Jet, è un Mig-29.

### Modellismo
Scala 1:72:
- Italeri;
- Hasegawa;
- Zvezda/Berkut (9-12);
- Zvezda (9-13 ed SMT);
- Trumpeter/IBG;
- ICM

Scala 1:48:
- Great Wall Hobby;
- Academy;
- Monogram;
- Hobby Boss (MiG-29K)

Scala 1:32
- Revell;
- Trumpeter

### Videogiochi
- MiG-29 Fulcrum (Acorn Archimedes, Amiga, Atari ST, MS-DOS, Domark, 1990);
- Birds of Prey (Amiga, Argonaut Software, Electronic Arts, 1992);
- MiG-29: Deadly Adversary of Falcon 3.0 (MSDOS, Spectrum HoloByte, 1993);
- MiG-29 Fulcrum[120] (Microsoft Windows, Novalogic, 1998);
- Lock On: Modern Air Combat (Windows, Ubisoft, 1C Company, 2003), versioni A ed S;
- Lock On: Flaming Cliffs (Windows, Ubisoft, 1C Company, 2008), versioni A ed S;
- Tom Clancy's H.A.W.X.[121]
- Ace Combat (tutti gli episodi della serie), nella versione A[122];
- Deadly Skies III, nella versione SMT[123].
- Battlefield 3
- Digital Combat Simulator, versioni A ed S
- War Thunder